# Emile-Louis-Gabriel Brown de Colstoun
Emile-Louis-Gabriel Brown de Colstoun, francoski general, * 18. september 1882, † 12. november 1952.